# Helldivers
Helldivers è un videogioco sparatutto dall'alto del 2015 sviluppato da Arrowhead Game Studios e pubblicato da Sony Computer Entertainment. Il gioco è stato pubblicato per PlayStation 3, PlayStation 4 e PlayStation Vita (con funzionalità cross-play) a marzo 2015. Una versione per Windows è stata distribuita il 7 dicembre 2015, rendendolo il primo gioco pubblicato da Sony per PC.
Helldivers ha ricevuto recensioni positive dalla critica e ha venduto oltre 4 milioni di copie entro maggio 2024. Un sequel, Helldivers 2, è stato annunciato a maggio 2023 e pubblicato l'8 febbraio 2024.

## Plot
L’universo distopico di Helldivers vede l'umanità governata dalla "democrazia controllata", un'alternativa alla democrazia contemporanea dove i risultati delle elezioni sono più prevedibili. La pseudo-democrazia è diventata più di un semplice metodo di elezione del governo, trasformandosi in un credo per cui gli abitanti della Super Terra combattono, senza comprendere appieno cosa significhi.
Super Terra, la Terra futuristica e immaginaria, è minacciata su tutti i fronti da tre razze nemiche ostili: gli Insettoidi, i Cyborg e gli Illuminati, che, secondo il governo, devono essere sottomesse in un modo o nell'altro. Sebbene gli Helldivers siano un'unità puramente di combattimento, spesso vengono incaricati di recuperare tecnologia, attivare pompe petrolifere o svolgere altre attività considerate importanti dal governo per preservare la libertà e lo "stile di vita" della Super Terra.

## Gameplay
In Helldivers, il giocatore deve coordinare le proprie azioni durante combattimenti caotici per completare gli obiettivi ed evitare vittime da fuoco amico. Il gioco mette i giocatori contro tre diverse specie nemiche e li incarica di garantire la sopravvivenza della Super Terra. I giocatori affrontano missioni generate proceduralmente in cui devono portare a termine una serie di obiettivi. All'inizio di ogni missione, i giocatori possono scegliere il proprio equipaggiamento (insieme di armi, attrezzature e dispositivi) e le posizioni di schieramento. Possono anche utilizzare la meccanica degli stratagemmi del gioco per ampliare le opzioni, adattandole alla mappa o al proprio stile di gioco. Ad esempio, il giocatore può scegliere stratagemmi che si concentrano sull'aumento della potenza di fuoco o della mobilità, oppure fornire abilità di supporto come chiamare attacchi aerei precisi.
Il gioco ha un'unica opzione di difficoltà, anche se il giocatore può scegliere un pianeta difficile o facile per le proprie missioni. Questo è cambiato nel corso dello sviluppo.
In ogni missione, il giocatore deve combattere o attraversare furtivamente territori controllati dal nemico per completare gli obiettivi assegnati, quindi fuggire tramite una navetta. È possibile fallire alcuni degli obiettivi assegnati senza perdere immediatamente. Spesso è vantaggioso per il giocatore evitare il combattimento diretto, poiché il nemico ha rinforzi infiniti e non ci sono ricompense di gioco per il semplice uccidere nemici.
Il gioco mantiene molte delle meccaniche comuni al genere, come la Nebbia di Guerra e una mappa che mostra i nemici attualmente visibili al giocatore. I nemici pattugliano il loro territorio, ostacolando il tentativo del giocatore di completare gli obiettivi assegnati. Le unità nemiche che entrano in contatto con il giocatore cercheranno di lanciare un allarme, il che provocherà ondate continue di rinforzi nemici finché l'allarme rimane attivo. Il giocatore può evitare un allarme evitando le pattuglie nemiche, e può disattivarne uno sconfiggendo tutte le unità consapevoli della sua presenza o fuggendo dall'area.
Una volta completati o falliti tutti gli obiettivi della missione, il giocatore deve quindi richiamare una navetta e fuggire con tutte le proprie unità rimanenti. Questo richiede 90 secondi e attira l'attenzione del nemico sulla zona di atterraggio, risultando in intensi combattimenti. Entrare nella navetta completa la missione.

## Fazioni

### Helldivers
Gli Helldivers sono uno dei principali rami militari delle Forze Armate della Super Terra, agendo come unità d'élite della SEAF, responsabili della difesa e della diffusione degli ideali della Super Terra contro le minacce intergalattiche a qualsiasi costo. Appena addestrati ma ben equipaggiati, gli Helldivers vengono inviati in profondità dietro le linee nemiche attraverso l'uso degli ingegnosi 'Hellpod', capsule assorbi urto lanciate direttamente dalle navi Super Destroyer in orbita. Una volta atterrate le loro Hellpod, ci si aspetta che raggiungano i loro obiettivi mentre disturbano/eliminano la presenza ostile sul pianeta il più possibile, diffondendo i gloriosi ideali della democrazia e completando obiettivi secondari per supportare lo sforzo bellico più ampio, tutto in nome della sicurezza dei pianeti nell'interesse della Super Terra e della diffusione della democrazia gestita agli attuali abitanti. Incrollabili, sono sempre in netta inferiorità numerica e di armi, con solo 4 membri per squadra contro centinaia di nemici con posizioni fortificate, il che, insieme alla loro natura di massa e scarsamente addestrata, porta gli Helldivers a essere considerati totalmente sacrificabili, e tutto ciò che i coraggiosi Helldivers sono più che pronti ad affrontare. Nel caso in cui un Helldiver dia la vita in battaglia, la morte essendo un evento previsto e comune, più Helldivers sono pronti a scendere all'inferno ancora una volta per sostituire il loro compagno caduto. Va notato che l'aspettativa di vita media di un Helldiver è di soli 2 minuti, un fatto che non viene mai rivelato loro. Inoltre, non sono informati del fatto che saranno mantenuti congelati in massa, venendo scongelati solo quando è il loro turno di combattere e morire in 2 minuti.

### Insetti
Una specie che si è evoluta per milioni di anni, gli insetti sono sempre usciti vincenti nel gioco della selezione naturale. Sono creature senzienti che vivono e combattono in gruppi da tre a dieci esemplari per gruppo. Non è ancora chiaro come gli insetti gestiscano i viaggi spaziali; potrebbe essere che embrioni non ancora schiusi o microbi molto rapidamente evoluti e super resistenti vengano lanciati nello spazio durante impatti planetari come meteoroidi o persino planetoidi.

### Cyborg
Una volta umani, questi terroristi si sono allontanati dai modi pacifici della Super Terra e sono fissati sulla distruzione di massa, devastazione e rovina. Utilizzando tecnologie inferiori, sono diventati ossessionati dalla manipolazione dei loro corpi e cercano costantemente di pervertire la pelle con macchine che, secondo loro, danno un significato superiore alla vita. I leader cyborg hanno recentemente dichiarato la loro sovranità dalla Super Terra, affermando violentemente che "gli ideali della Super Terra sono una menzogna e la gente è stata lavata dal cervello", nel tentativo di portare più seguaci alla loro causa atroce.

### Illuminati
La loro civiltà, altamente sofisticata, è sopravvissuta per diverse centinaia di migliaia di anni. Si chiamano Squ'ith e sono originariamente una specie acquatica. Queste creature, vestite con abiti cerimoniali, sono riuscite a creare una vasta e complessa rete neurale per i viaggi spaziali. Da allora, la specie ha compiuto i primi passi tentativi verso le stelle, ha prodotto armi di distruzione di massa su larga scala e, per questo motivo, sono qualcosa che il popolo della Super Terra non può ignorare.

## Multiplayer
Il fuoco amico è sempre attivo. Questo include le armi personali dei giocatori, così come altre fonti meno dirette come il supporto aereo e le torrette schierate. I rifornimenti o i veicoli di supporto possono anche schiacciare gli alleati, costringendo i giocatori a pianificare con attenzione le proprie azioni durante le numerose sequenze di combattimento caotiche del gioco o a prendere misure preventive per mitigare questi rischi. Le opzioni includono migliorare le torrette per farle smettere di sparare quando i giocatori entrano nella linea di fuoco o scegliere armi che sparano sopra gli alleati.
Ci sono benefici tangibili nel multiplayer, poiché i compagni possono aiutare un alleato caduto a rimettersi in piedi, così come fornire cure o munizioni. Diverse armi pesanti sono dotate di uno zaino che permette a un secondo giocatore di aiutare a ricaricare, e alcune risorse possono essere condivise per l’accesso da parte del gruppo. Nel gioco online, è possibile consentire a giocatori casuali di unirsi a una missione in corso tramite il matchmaking opzionale.

## Accoglienza
Helldivers ha ricevuto recensioni generalmente positive da parte della critica. La versione per PlayStation 4 ha ottenuto un punteggio di 81/100 su Metacritic, mentre la versione per PC ha raggiunto un 83/100.

## Vendite
Il gioco ha venduto circa 50.000 copie durante la prima settimana dopo l'uscita. Successivamente ha raggiunto il milione di copie vendute entro luglio 2015.

## Sequel
Il sequel, Helldivers 2, è stato annunciato il 24 maggio 2023 e sarà distribuito su PlayStation 5 e Windows. A differenza del primo titolo, utilizza una prospettiva in terza persona anziché una visuale dall'alto verso il basso.

## Adattamento
Gli Helldivers fanno un cameo nell'ultimo episodio della prima stagione di Secret Level.